# Rhizotrogus villiersi
Rhizotrogus villiersi är en skalbaggsart som beskrevs av Baraud 1970. Rhizotrogus villiersi ingår i släktet Rhizotrogus och familjen Melolonthidae. Inga underarter finns listade i Catalogue of Life.